# NK Vrisnik
NK Vrisnik je hrvatski nogometni klub iz mjesta Vrisnika na otoku Hvaru.
Do danas je sve svoje službene ligaške utakmice jedino igrao u Hvarskoj nogometnoj ligi.
Boje dresova su: majica je prugasta po duljini s dvije nijanse zelene (krom zelene), rukavi prate uzorak majice, hlačice su bijele, čarape bijele.

## Rezultati po sezonama
- 2011./12. – 8.[1]
- 2010./11. -
- 2009./10.[2]
- 2008./09. – 9. (od 12)
- 2007./08. – 11. (od 12)
- 2006./07. – 8. (od 12)
- 2005./06. – 6. (od 12)
- 2004./05. - ?. (od 13)
- 2003./04. - ?
- 2002./03. – 3.(od11)
- 2001./02. – 2. (od 11)
- 2000./01. – 4. (od 10)
- 1999./00. – 3. (od 10)
- 1998./99. – 8. (od 12)
- 1997./98. – 7. (od 12)
- 1996./97. – 7. (od 11)
- 1995./96. - ?
- 1994./95. - nije se igralo zbog Domovinskog rata
- 1993./94. - nije se igralo zbog Domovinskog rata
- 1992./93. - nije se igralo zbog Domovinskog rata
- 1991./92. - nije se igralo zbog Domovinskog rata
- 1990./91. - ?
- 1989./90. - ?
- 1988./89. - ?
- 1987./88. - ?
- 1986./87. - ?
- 1985./86. - ?
- 1984./85. - ?
- 1983./84. - ?
- 1982./83. - ?
- 1981./82. - ?
- 1980./81. - ?
- 1979./80. - ?
- 1978./79. - ?
- 1977./78. - ?
- 1976./77. - ?
- 1975./76. - ?
- 1974./75. - ?
- 1973./74. - ?
- 1972./73. - nisu igrali
- 1971./72. - nisu igrali
- 1970./71. - ?

## Vanjske poveznice
- Arhivirana inačica izvorne stranice od 17. ožujka 2007. (Wayback Machine) S utakmice Dalmatinac (Jelsa) - Vrisnik